# Rauisuchia

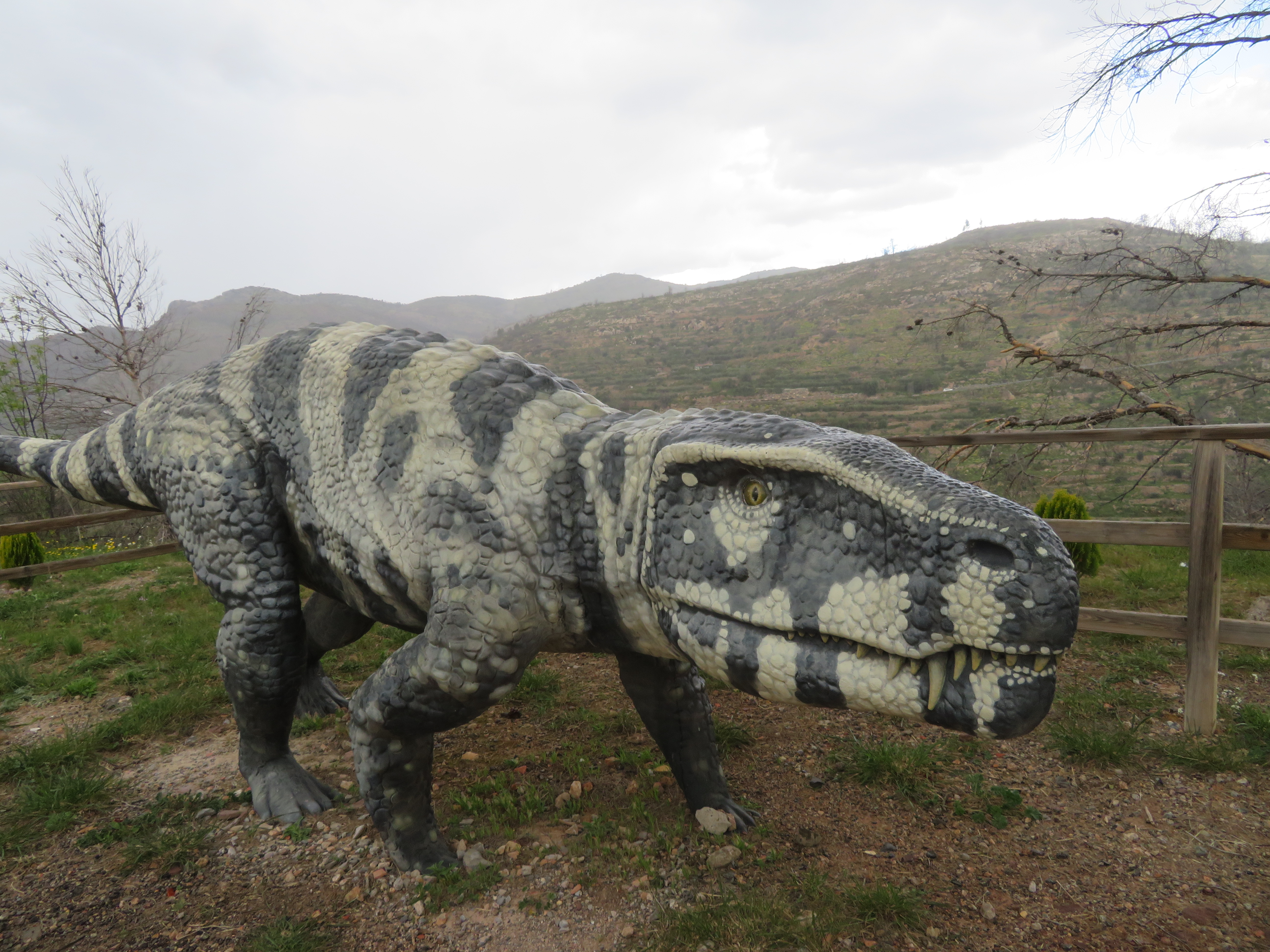
Réplica de un rauisuquio (Rauisuchia) del Triásico en Bejís (España)

Los rauisuquios (Rauisuchia, gr. "cocodrilos de Rau") son un clado de saurópsidos (reptiles) diápsidos arcosaurios crurotarsos que vivieron en el período Triásico, es un pobre ensamblaje de formas de predadores grandes, de entre 4 a 6 metros de largo. Originalmente se pensó que estaban relacionados con Erythrosuchidae, pero hoy se sabe que pertenecen a   Crurotarsi.  Por lo general se reconocen tres familias, Prestosuchidae, Rauisuchidae y Poposauridae, así como varias formas (las datadas del Olenekiense de Rusia) que son también primitivas o mal conocidas para encajar en alguno de estos grupos.

## Características

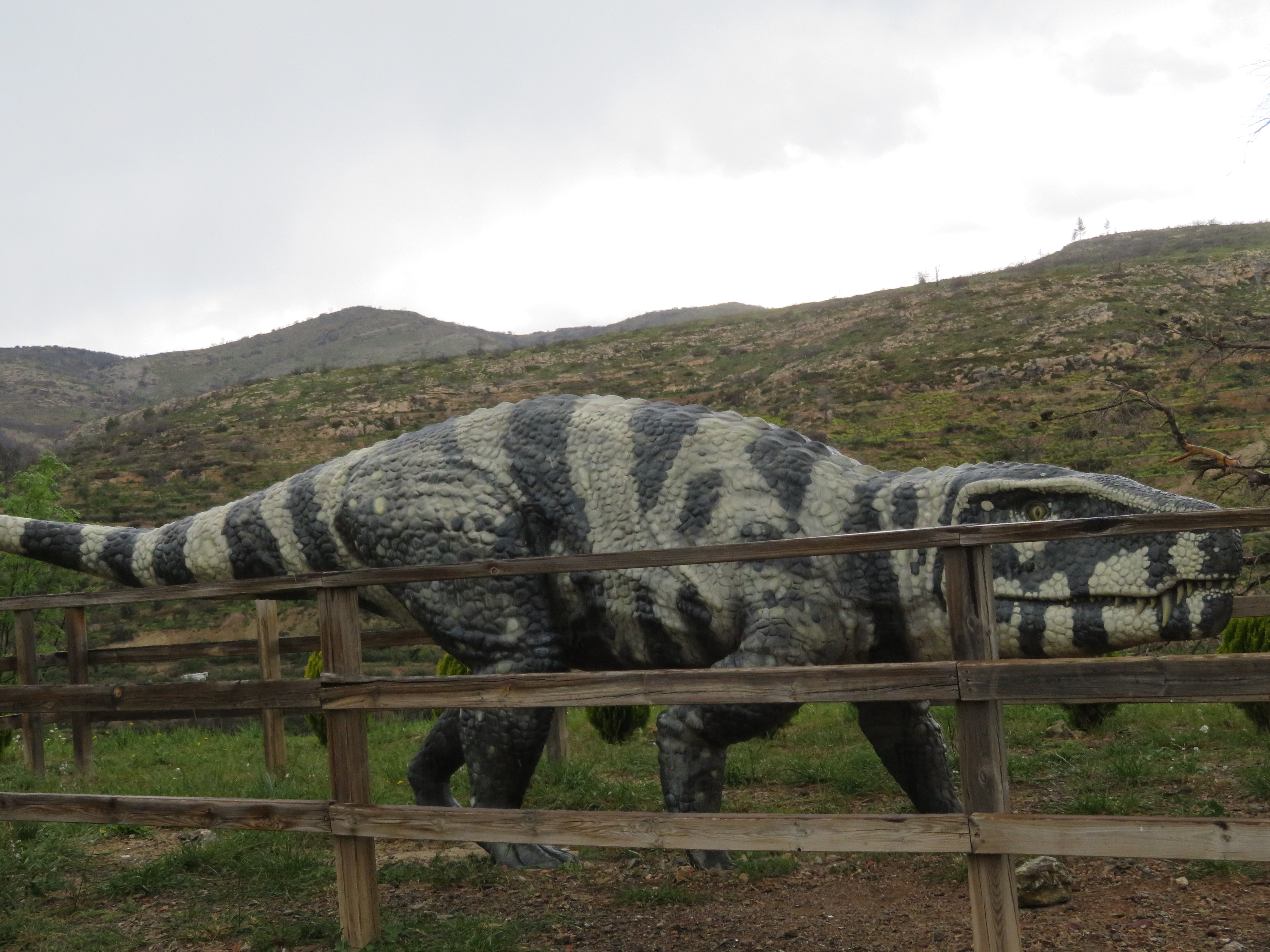
Réplica de un rauisuquio (Rauisuchia) del Triásico en Bejís (España)

José Fernando Bonaparte y Michael Benton sostienen que los rauisúquidos como Saurosuchus desarrollaron una postura erguida independientemente y de forma diferente que los dinosaurios, por medio de tener fémur vertical y mover el acetábulo ventralmente , en vez de tener un cuello o una curva en el fémur. Refieren a esto como una la postura de pilar erguido. La postura erecta señala que estos animales eran ágiles y activos predadores, con una movilidad superior a los  Kannemeyeridae y los abundantes rincosáuridos de los que se alimentaba.  Eran animales exitosos, los más grandes con cráneos hasta de un metro o más de largo, y continuaron dominado  hasta el final del Triásico, cuando, junto con muchos otros arcosaurios grandes, desaparecieron por la extinción de finales del Triásico-Jurásico.
Cuando desaparecieron, los terópodos emergieron como los máximos depredadores; los dinosaurios predadores empiezan a aumentar de tamaño cuando los rauisuquios desaparecen.
Los mejor conocidos rauisuquidos son el  Ticinosuchus del Triásico medio  en Europa (Suiza y norte de Italia), el Saurosuchus del Triásico superior (Carniense inferior) en Sudamérica (Argentina), y Postosuchus del Triásico superior  (finales del Carniano a principios del Noriense) en Norteamérica (Estados Unidos).  Un rausuquido, Teratosaurus, fue considerado por mucho tiempo un primitivo terópodo, hasta que fue reconocido como no-dinosaurio.

## Filogenia
Hay considerable sugerencias de que el grupo como está definido actualmente  es parafilético, representando un número de linajes relacionados que se desarrollan y llenan independientemente el mismo lugar ecológico del depredador terrestre superior del medio. Por ejemplo, Parrish y Juul encuentran que los poposáuridos están más relacionados con los Crocodilia que con los  prestosúquidos.  Y un reciente estudio, Nesbitt presenta una filogenia distinta para un monofilético Rauisuchia.  Este grupo fue usado como un cajón de sastre. Determinar la filogenia exacta es difícil por lo pobre y fragmentario de los restos que se conocen. Sin embargo recientes estudios sobre Batrachotomus y revisiones de otras formas como  Erpetosuchus han traído algo de luz sobre las relaciones de este grupo.